# 亨訥茨格拉本河

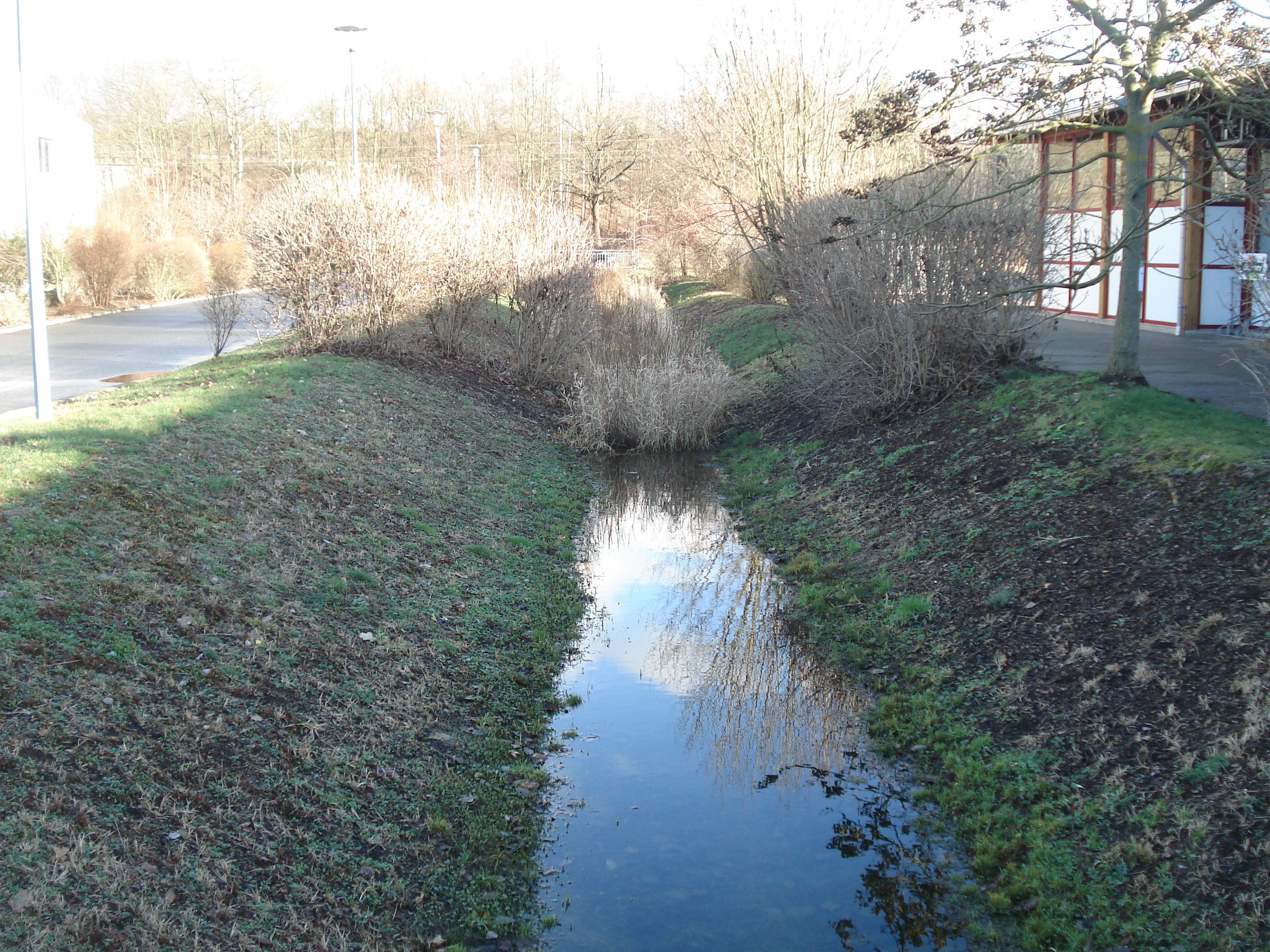

49°59′25.43″N 9°3′55.00″E / 49.9903972°N 9.0652778°E
亨訥茨格拉本河（德語：Hennertsgraben），是德國的河流，位於該國東南部，由巴伐利亞負責管轄，屬於美因河的右支流，河道全長2.6公里，流域面積3.6平方公里。